# スワッピング (性行為)
スワッピング (swapping) は、夫婦など性的関係にある男女のカップル2組以上が、パートナーを交換しておこなう性行為。

## 概要
英語では広く「スウィンギング (swinging)」と称されるほか、「ワイフ/ハズバンド/パートナー・スワッピング (wife/husband/partner swapping)」と称されることもある人間の性的行動のひとつで、独身者であれパートナーがいる者であれ、特定の相手と親密な関係にある者が、もっぱら享楽のために、あるいは、社交的行動として、他の相手と関係を結ぶ行為である。
日本語では「夫婦交換」（ふうふこうかん）とも表現され、婚姻関係にある男女が他のカップルとパートナーを交換（=スワップ）するという含意が強い。官能小説などでは、「夫婦交歓」の字を当てることもある。また、「夫婦交際」という表現もある。
スワッピングは、ノン・モノガミーのひとつの形であり、オープン・リレーションシップである。このようなライフスタイルを選ぶ人々の動機は様々である。多くの人々は、性生活の質と量が高まることを理由に挙げている。一部の人々は、通常の性生活に変化をもたらしたいという理由で、あるいは好奇心から、スワッピングに加わる。カップルの中には、スワッピングへの参加が健康的な解放であり、お互いの関係を強める手段だと考えている者もいる。
こうした行為については、法制度、社会制度の観点から問題があると考える向きもあるが、日本を含む多くの国々では法的規制にはなじまないとする考えが一般的である。

## 歴史
スワッピングの現象は、少なくともこうした行為について広く議論され、実践されることは、1960年代の性革命以降に生じた性行動に対するより自由な姿勢から勃興したものであり、経口避妊薬の開発と普及や、当時知られていた性感染症の多くへの治療法の発達に裏付けられていたと考える向きもある。
カナダのジャーナリストであるテリー・グールドの著書『The Lifestyle: a look at the erotic rites of swingers』は、第二次世界大戦中のアメリカ空軍のパイロットやその妻たちが、海外の戦地へ赴く前に実践していた行為がスワッピングの起源だとしている。グールドによれば、当時のパイロットたちの死亡率は高く、パイロットの家族同士の結びつきも緊密で、パイロットである夫は、戦死した同僚の妻たちすべてを、感情的にも性的にも、自分の妻として遇していたという。一説によると、こうした行為が公になったのは、1957年に刊行された雑誌『Mr.』の記事で、そこでは「ワイフ・スワッピング (wife swapping)」と表現されていたという。
その後、1960年代に自由恋愛主義/フリー・ラブ運動が高揚すると、スワッピングに関わる活動は社会の様々な階層、年齢層へと広がっていった。

## アメリカ合衆国における概況
スウィンガーと称される英語圏のスワッピング実践者たちのコミュニティは、自分たちのことを「ライフスタイル (the lifestyle)」ないし「オルタナティブ・ライフスタイル (the alternative lifestyle)」と称することがある。
アメリカ合衆国の放送ジャーナリストであるジョン・ストッセルは、スワッピング実践者たちのライフスタイルについて、調査報道番組を制作したことがある。2005年に制作した報告の中でストッセルは、「スワッピング行為を実践するカップルは、パートナーを裏切らないためにそうしている (couples swing in order to not cheat on their partners)」と結論づけた、テリー・グールドの調査を引用した。スワッピングを実践しているカップルに、ストッセルが「他の誰かの方をもっと好きになったり (find they like someone else bette)」しないか心配にならないのかと尋ねたところ、ある男性は、「スワッピング実践者のコミュニティにいる人たちにはちゃんとした理由があるんです。出かけていって、新しい妻を見つけようとしてやってるわけじゃないんです。(People in the swinging community swing for a reason. They don't swing to go out and find a new wife)」と答え、ある女性は「この行為は女性に自信を持たせてくれるの、女性は変化していけるって。 (It makes women more confident – that they are the ones in charge.)」と断言した。ストッセルは、12人の結婚カウンセラーたちにもインタビューをした。ストッセルによれば、スワッピングについて「誰一人として、やってはいけないとは言わなかった (not one of them said don't do it)」というが、中には「婚姻関係外に性的興奮を求めることは婚姻関係を危うくする (getting sexual thrills outside of marriage can threaten a marriage)」と述べた者もいたという。いずれにせよ、ストッセルがインタービューしたスワッピング実践者たちは、「彼らの婚姻関係は、隠れた情事もなく、互いに嘘をつくこともないため、強固なものだ (their marriages are stronger because they don't have affairs and they don't lie to each other)」と主張していた。
スワッピングは、ホテル、リゾート、クルーズ客船のような半ば公共的な場所でもおこなわれることが知られているが、しばしば個人の住宅でもおこなわれる。さらに、今ではスワッピング実践者のカップルに情報を提供するウェブサイトが存在し、中には数十万人単位のメンバーがいると称するものもある。
アメリカ合衆国では、1960年代からスワッピング実践についての調査がおこなわれている。2000年に、スワッピング実践者関係のサイトを閲覧した人々を対象に、インターネットを介しておこなわれた質問票調査の結果によると、スワッピング実践者は、普通の人々よりもパートナーとの関係に幸福を感じているという。
2018年におこなわれた、アメリカ合衆国におけるノン・モノガミー実践の広がりについてのある研究の推計によると、アメリカ人の 2.35% が自分をスワッピング実践者であると考えており、4.76% がかつて一時期にはスワッピング実践者であったと自認しているという。

## 日本における概況
日本では、「スワッピング」という表現は1970年代から一般化した。
1971年に創刊した月刊誌『ホームトーク』は、「スワッピング」や「夫婦交換」といった表現を避け、「夫婦交際」を提唱して長く刊行されている。
ただし、古くからスワッピングに相当する行為が局地的に実践されていた地域があったとする説もある。

## メディア
2022年9月より、テレビ東京にてスワッピングをテーマにしたドラマ「夫婦円満レシピ〜交換しない?一晩だけ〜」がスタート。セックスレスなどパートナーと交われない悩みを抱える夫婦が夫婦交換サークル「アクアリウム」に集い、恋・性・愛をさらけ出していく現代の「冒険ストーリー」が公開された。
ドラマでは、スワッピングの魅力（嫉妬心や優越感）や苦悩が描かれており、Kis-My-Ft2の千賀健永が出演することからも注目された。